# Суперполіцейський
Суперполіцейський (італ. Poliziotto superpiù) — супергеройський комедійний фільм італійського режисера Серджо Корбуччі. Головні ролі у фільмі виконали Теренс Гілл та Ернест Боргнайн. Він розповідає про Дейва Спіда, незграбного поліцейського з Маямі, який отримує надздібності через випадкове ядерне опромінення.

## Сюжет
Молодий поліцейський Дейв Спід (Теренс Гілл) отримав завдання вручити штраф за паркування мешканцю маленького індіанського села у Флоридських Еверглейдс. Не знаючи, що уряд США і НАСА проводять випробування новітньої ядерної ракети з червоним плутонієм у межах цього села, він потрапляє під вибух та отримує Дейва надмірну кількість радіації. Але, як виявилося, наш герой не лише вижив, але й повернувся до цивілізації із суперсилами. Дивовижна історія про пережитий вибух здивувала багатьох, але сержант Віллі Данлоп (Ернест Боргнайн), його напарник і друг, сприйняв це, як ще одну вигадку.
Дейв випадково виявив, що отримав цілу купу суперсил: суперрефлекси, швидкість, витривалість, телекінез, передбачення, гіпноз і навіть невразливість. Але була одна проблема: його сили іноді раптово переставали працювати. Проте, попри це, Дейв розкрив схему з виготовлення фальшивих грошей, яку очолювали місцевий бізнесмен Торпедо і його коханка Розі Лабуш, колишня актриса, в яку закоханий Данлоп. Але справжню небезпеку для них становив старий маг і кінолог Сільвіус, який випадково викрив підробну схему Торпедо і тепер ховався від його головорізів. Зустрівшись із Сільвіусом, Дейв зрозумів, що його суперсили нейтралізуються, коли він бачить червоний колір, такий же, як під час вибуху.
Розповівши про свій секрет Данлопу та Евелін, племінниці Данлопа і своїй дівчині, Дейв не зустрів позитивної реакції. Данлоп зазначив, що передбачення Дейва навряд чи будуть прийняті як докази в суді, а Евелін не сподобалося мати вдома занадто ідеального чоловіка. Одного вечора Дейв і Данлоп вирушили до клубу Торпедо, де Дейв гіпнотизував Данлопа на танець з Розі, а сам видавав себе за корумпованого поліцейського, який хоче отримати частку прибутку. Використовуючи свої гіпнотичні здібності на Торпедо, він змусив гангстера розповісти місцезнаходження його друкарні — риболовецького траулера «Барракуда». Але водночас Данлоп випадково розповів Розі про здібності та слабкості Дейва, намагаючись справити на неї враження.
Отримавши інформацію, Дейв і Данлоп вирушили в море, щоб знайти «Барракуду». Спустившись на борт, Данлоп знайшов друкарський прес і нову партію фальшивих грошей, але його побили люди Торпедо і замкнули в морозильній камері траулера, який потім затопили, щоб прибрати сліди. Не знаючи про це, Дейв повернувся до поліцейського відділку, де його одразу заарештували за фальшивими звинуваченнями у вбивстві поліцейського і підробці грошей. Розі подбала про те, щоб Дейв постійно бачив щось червоне, щоб запобігти використанню його суперсил. Дейва тричі намагалися стратити, але винахідливість і хитрість поліцейського врятували його від смерті. У четверту спробу Дейв таки втік з в'язниці, стрибнув у море і знайшов «Барракуду». На борту він знайшов живого, але дуже змерзлого Данлопа, та використав надуту жувальну гумку як імпровізований повітряний шар, на якому він доганяє літак Торпеди та Розі та садить на аеродром, де на них вже чекає поліція. Нарешті повіривши у здібності Дейва, Данлоп сміливо зістрибує з кульки, та разом з Дейвом пробивають Землю до самого Китаю. Повернувшись додому, Дейв та Евелін одружуються, однак Евелін, яка не бажає мати суперсильного чоловіка, пофарбувала своє волосся в червоний колір…

## В ролях
| Актор           | Роль                        |
| --------------- | --------------------------- |
| Теренс Гілл     | Дейв Спід                   |
| Ернест Боргнайн | Віллі Данлоп                |
| Джоан Дрю       | Росі Марчіні                |
| Марчелло Массі  | Тоні Торпеда                |
| Джонні Пуланія  | сержант Ренці               |
| Джулі Гордон    | Євелін                      |
| Ли Де Бар       | Сілвіус                     |
| Герберт Лом     | шеф-магістрат               |
| Баффі Ді        | продавець квитків на базарі |